# Мамыр (Ордабасинский район)
Мамыр (каз. Мамыр, до 1999 г. — 1 Мая) — село в Ордабасинском районе Туркестанской области Казахстана. Входит в состав Бадамского сельского округа. Код КАТО — 514633900.

## Население
В 1999 году население села составляло 1462 человека (747 мужчин и 715 женщин). По данным переписи 2009 года, в селе проживал 1021 человек (516 мужчин и 505 женщин).